# Bogdan Łyszkiewicz

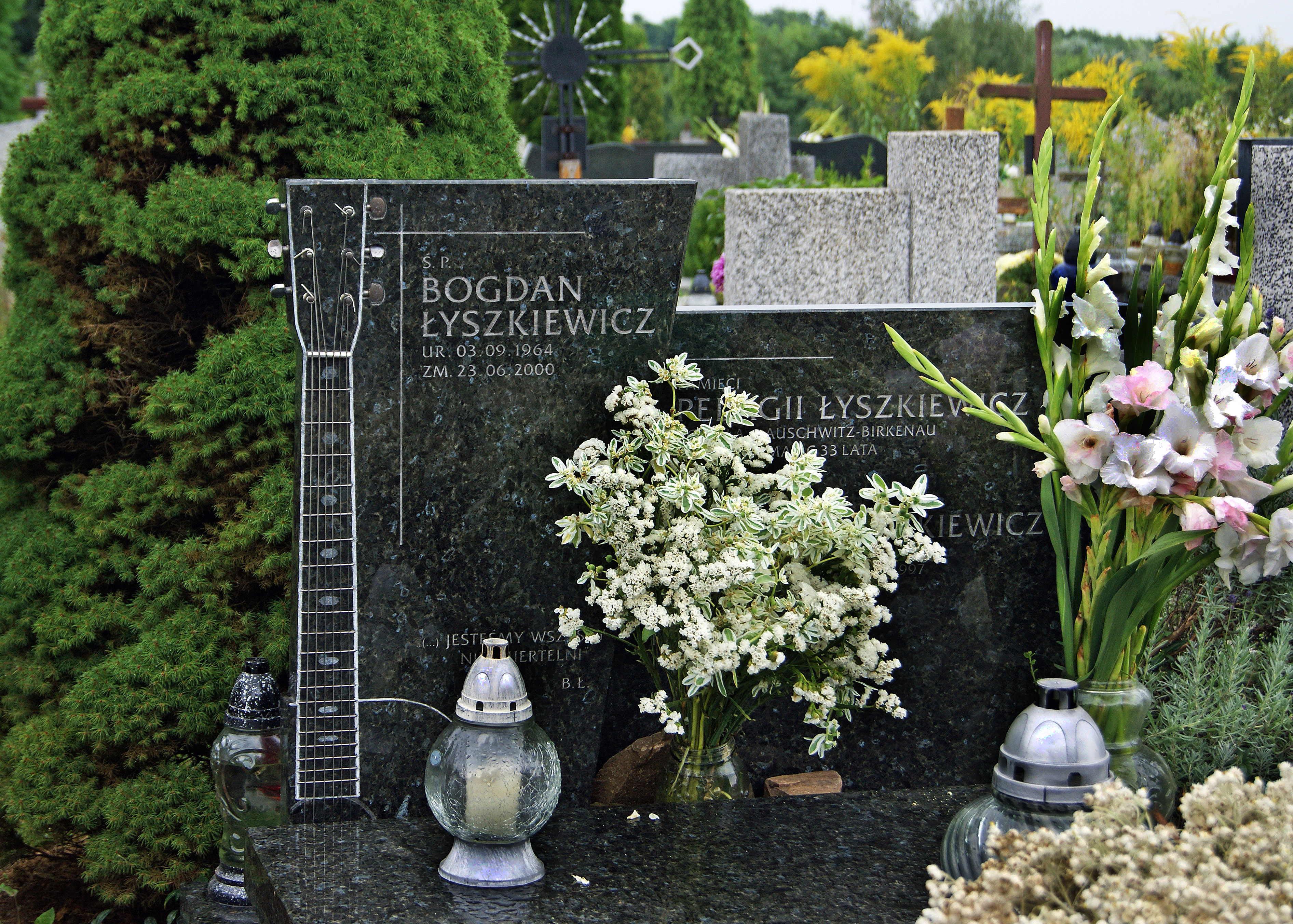
Grób Bogdana Łyszkiewicza na cmentarzu Prądnik Czerwony

Bogdan Bolesław Łyszkiewicz (ur. 3 września 1964 w Krakowie, zm. 23 czerwca 2000 w Płońsku) – polski muzyk, gitarzysta, klarnecista, wokalista kompozytor i autor tekstów, lider zespołu Chłopcy z Placu Broni.
Zaliczany do legend polskiej muzyki lat 80., inspirowany muzyką Beatlesów. Często, ze względu na fryzurę i charakterystyczne okulary, określany polskim Johnem Lennonem.

## Życiorys
Wychował się w Krakowie.
Zadebiutował w 1987 na festiwalu w Jarocinie. Szybko zdobył popularność, a jego zespół – Chłopcy z Placu Broni – stał się ważną grupą muzyczną końca lat 80. Swoją popularność Bogdan Łyszkiewicz ugruntował w pierwszej połowie lat 90., nagrywając bestselerowe albumy O! Ela i Kocham cię. W tym czasie koncertował na największych festiwalach w kraju i wyjeżdżał do USA. W drugiej połowie lat 90. nagrał kolejne albumy, m.in. koncertowy (z udziałem orkiestry filharmonii) w Teatrze im. Juliusza Słowackiego w Krakowie. Miesiąc przed tragiczną śmiercią na rynku ukazał się album pt. Polska, którego muzyk nie zdążył już wypromować.
Zmarł 23 czerwca 2000 wskutek wypadku samochodowego koło miejscowości Rybitwy. Prowadząc samochód Chevrolet Camaro, zderzył się czołowo z innym samochodem. Ciężko ranny został przewieziony do szpitala, gdzie po kilku godzinach zmarł. Został pochowany na cmentarzu Batowickim w Krakowie (kw. CCXVIII-płn.-4).
13 czerwca 2009 w Olsztynie koło Częstochowy odbył się Festiwal Muzyczny Pamięci Bogdana Łyszkiewicza.
Jesienią 2011 na rynku ukazała się płyta Odnalezione piosenki z niepublikowanymi do tej pory piosenkami Bogdana Łyszkiewicza w wykonaniu artystów, takich jak Aleksander Klepacz, Muniek Staszczyk, Maciej Balcar, Marek Piekarczyk, Bartek Król, Michał Jelonek, Piotr Kupicha, Andrzej Krzywy, Sztywny Pal Azji, Big Cyc i Golden Life. W tym samym czasie została wydana biografia książkowa muzyka pt. Wolność kocham i rozumiem, nawiązująca tytułem do jednej z najbardziej znanych kompozycji artysty „Kocham wolność”.
W Nowej Hucie na osiedlu Złotej Jesieni znajduje się ulica jego imienia.